# Peugeot XB
Il Peugeot XB era un motore a scoppio prodotto tra il 1960 ed il 1978 dalla Casa automobilistica francese Peugeot.

## Caratteristiche e versioni
Si tratta di un motore derivato direttamente dall'unità da 1.5 litri (la TN3 montata sulle Peugeot 403), della quale manteneva la cilindrata (1468 cm³). Ciò porta inevitabilmente a fare confusione tra i due motori, o a supporre che si tratti della stessa unità motrice. Anche se la parentela è diretta, si tratta comunque di due motori diversi.

### XB2
Tale parentela è ancor più visibile nella versione XB2, la prima ad essere proposta. Infatti, come l'unità TN3 monta alcune soluzioni, come l'albero a gomiti a tre supporti di banco e le camere di scoppio emisferiche, introdotte già nel 1948 sulla Peugeot 203.

Una delle differenze più visibili nel motore XB sta nel rapporto di compressione, pari a 7.4:1 (nell'unità XC sta tra gli 8.3 e gli 8.8:1, a seconda delle versioni, mentre nel TN3 raggiunge solo il valore di 7:1).

La potenza massima del motore XB2 raggiunge i 66 CV.

### XB5
Nel 1964, il motore XB2 è stato sostituito da una nuova versione, siglata XB5, che differiva dalla precedente per l'albero a gomiti non più a tre, ma a cinque supporti di banco. Anche il rapporto di compressione è stato aumentato e raggiungeva valori di 7.6 o 7.75:1, a seconda dei modelli su cui è stato montato. Le prestazioni erano però identiche.

## Applicazioni
Quanto al discorso delle applicazioni di tale motore, si può dire che in generale è stato montato solo sulle Peugeot 404 con potenza fiscale di 8 CV, ossia quelle con motore 1.5.

Più in particolare, ecco le versioni che hanno montato l'una o l'altra versione di motore XB.
XB2
- Peugeot 403 (1960-66);
- Peugeot 404 Commerciale (1962-63);
- Peugeot 404 A8 (1964-67);
- Peugeot 404/8 (1967-69).

XB5
- Peugeot 404 Commerciale (1963-71);
- Peugeot 404 Camionette (1967-70);
- Peugeot J7 (1965-77).